# Flux (нейронная сеть)
Flux (также известный как FLUX.1) — нейронная сеть, разработанная компанией Black Forest Labs, расположенной во Фрайбург-им-Брайсгау, Германия. Компания Black Forest Labs была основана бывшими сотрудниками Stability AI. Как и другие модели преобразования текста в изображение, Flux генерирует изображения на основе описаний на естественном языке, называемых промптами.

## Модели
Flux — серия моделей преобразования текста в изображение. Эти модели основаны на гибридной архитектуре, которая сочетает в себе мультимодальные и параллельные блоки, масштабированные до 12 миллиардов параметров.
Модели выпускаются под разными лицензиями: 
- Schnell (означает «Быстрый» на немецком языке) выпущен как программное обеспечение с открытым исходным кодом под лицензией Apache;
- Dev выпущен как программное обеспечение с открытым исходным кодом под некоммерческой лицензией;
- Pro выпущен как проприетарное ПО и доступен только как API, который может быть лицензирован сторонними пользователями[7][8] .

Пользователи сохраняют право собственности на полученные результаты независимо от используемых моделей.
Модели можно использовать как онлайн, так и локально, используя пользовательские интерфейсы генеративного искусственного интеллекта, такие как ComfyUI и Stable Diffusion WebUI Forge (форк Automatic1111 WebUI).
Улучшенная флагманская модель Flux 1.1 Pro была выпущена 2 октября 2024 года. 6 ноября были добавлены два дополнительных режима: Ultra, который может генерировать изображение с разрешением в четыре раза выше и до 4 мегапикселей без влияния на скорость генерации, и Raw, который может генерировать гиперреалистичные изображения в стиле естественной фотографии.
В разработке находится связанная с Flux модель преобразования текста в видео SOTA.

## См.также
- Stable Diffusion
- Adobe Firefly
- Ideogram